# Heath Shuler
Joseph Heath Shuler (ur. 31 grudnia 1971) – amerykański polityk, członek Partii Demokratycznej. W latach 2007–2013 był przedstawicielem jedenastego okręgu wyborczego w stanie Karolina Północna do Izby Reprezentantów Stanów Zjednoczonych.